# Quellentheorie
Die Quellentheorie ist eine finanzwissenschaftliche Einkommenstheorie.
Sie ist die älteste der zum Begriff des Einkommens vertretenen Theorien. Sie bezeichnet als Einkommen die Gesamtheit der Sachgüter, welche in einer bestimmten Periode (Jahr) dem Einzelnen als Erträge dauernder Quellen der Gütererzeugung zur Bestreitung der persönlichen Bedürfnisse für sich und für die auf den Bezug ihres Lebensunterhaltes angewiesenen Personen (Familie) zur Verfügung stehen. Entscheidend für die Differenzierung zwischen Einkommen und nicht steuerbaren Vermögensmehrungen ist die Regelmäßigkeit des Zuflusses. In Konkretisierung der Definition nennt Bernhard Fuisting fünf Einkommensquellen: Geldkapital, Grundbesitz, Gewerbebetrieb, Arbeitstätigkeit und Hebungsrechte.
Diese Einkommensquellen finden sich zum Teil im deutschen Einkommensteuerrecht bei den Einkunftsarten nach § 2 Abs. 1 Satz 1 EStG wieder, zu nennen sind hier Einkünfte aus Kapitalvermögen, Einkünfte aus Vermietung und Verpachtung, Einkünfte aus Gewerbebetrieb, Einkünfte aus selbständiger Arbeit und Einkünfte aus nichtselbständiger Arbeit.